# Michèle Lutz
Pour les articles homonymes, voir Lutz.
Michèle Lutz, née le 15 novembre 1958 à Mulhouse, est une femme politique française, maire de Mulhouse depuis le 3 novembre 2017.

## Biographie
Titulaire d’un brevet de maîtrise de coiffure et d’une capacité en droit, elle est artisane-exploitante d’un salon de coiffure à Mulhouse de 1985 à 2016 et présidente de la Corporation des coiffeurs de 2006 à 2016,[source insuffisante]. Elle est également membre du comité directeur et vice-présidente de la section de Mulhouse de la Chambre de métiers et de l'artisanat d’Alsace.
Elle débute en politique en 2014, lors des élections municipales où elle figure en 2e place sur la liste du maire de Mulhouse sortant, Jean Rottner,. Elle devient en mars, dès son premier mandat, la première adjointe de Jean Rottner, chargée du développement économique local et à l’attractivité et l’innovation des territoires,. Depuis 2017, elle est également première vice-présidente de Mulhouse Alsace Agglomération (M2A) chargée de l’enseignement, des nouvelles économies émergentes, de l’emploi et de la formation. Elle dispose de toute la confiance de Jean Rottner[réf. nécessaire], il la dépêche comme représentante de Mulhouse au bureau du conseil d’agglomération de la M2A, après son éviction par une alliance de maires des petites communes voisines, qui conduit à l'élection de Fabian Jordan à la tête de la M2A. Elle adhère à Les Républicains en 2017 sans prendre parti pour l'élection du nouveau président du parti.
Après avoir assuré l’intérim au poste de maire début 2017 quand Jean Rottner est un temps hospitalisé puis de nouveau quand ce dernier prend la présidence de la région Grand Est le 20 octobre 2017, Michèle Lutz est élue maire par le conseil municipal. Jean Rottner devient alors son premier adjoint. Elle est la première femme maire de cette ville et porte ainsi à 8 sur 41 le nombre de femmes maires de villes de plus de 100 000 habitants en France.
Elle fait partie des 74 personnalités politiques élues françaises, suisses et allemandes du conseil rhénan en tant membre de la délégation Alsace.
Michèle Lutz est candidate à sa propre succession lors des élections municipales de 2020, menant la liste Les Républicains intitulée "Mulhouse en Grand avec Michèle Lutz et Jean Rottner". Le 15 mars 2020, à l'issue du scrutin du 1er tour, la liste conduite par Michèle Lutz arrive en tête, avec un score de 33,60%, face à 6 listes concurrentes. Les listes EELV, LREM et RN dépassent le seuil de voix nécessaire pour se qualifier au 2d tour qui sera donc une quadriangulaire. Après un long entre-deux tours dû à la crise sanitaire, le 2d tour des élections municipales se déroule le 28 juin 2020. La liste de Michèle Lutz remporte le scrutin avec un score de 38,61% et emporte 39 des 55 sièges au conseil municipal. Le 4 juillet 2020, Michèle Lutz est réélue maire de Mulhouse par le conseil municipal par 39 voix sur 55.

## Détail des mandats et fonctions
- De 2017 à 2020 : première vice-présidente de Mulhouse Alsace Agglomération chargée de l’emploi, de l’enseignement supérieur et des nouvelles économies[7]
- Depuis le 3 novembre 2017 : maire de Mulhouse
- Depuis 2023 : septième vice-présidente de Mulhouse Alsace Agglomération chargée de l'interaction avec la ville-centre sur les projets structurants, de la politique de la ville et de la prévention-sécurité

## Décorations
- Chevalier de la Légion d'honneur 14 juillet 2019[12].
- Chevalier de l'ordre national du Mérite 02 mai 2012[1]